# Rolls-Royce Phantom II
Rolls-Royce Phantom II — автомобиль, выпускавшийся между 1929 и 1935 годами. За это время было выпущено 2212 автомобилей.
Rolls-Royce Phantom II был третьим и последним из моделей Rolls-Royce мощностью 40/50 л. с., заменив новый Phantom в 1929 году.
В нём использовалась улучшенная версия двигателя Phantom I в совершенно новом шасси.
Имел синхронизированную трехступенчатую трансмиссию, объединённую с двигателем, что позволило уменьшить массу машины. При строительстве этой модели были использованы полуэллиптические листовые рессоры задней подвески, что улучшило устойчивость, поведение автомобиля на трассе и сделало ход тише, а управление легче. Вдобавок ко всему 6-цилиндровый двигатель позволил преодолеть отметку в 170 км/ч. Этот автомобиль отличался от своего предшественника 40/50 Phantom улучшенным шасси и более мягким управлением.